# Max y Tin
Max y Tin fue una serie de historietas publicada entre 1936 y 1937 por Fantasio en la revista Leoplán.

## Trayectoria
Max y Tin se publicó entre los números 5 (marzo de 1936) y 29 (febrero de 1937) de Leoplán, siendo la primera de las numerosas colaboraciones de Fantasio para dicha revista.

## Argumento y personajes
La serie está protagonizada por dos amigos:
- Don Juan Carlos de Gatobriand, apodado Max, un gato de veleidades aristocráticas, y
- Cándido Pérez, apodado Tin, un perro callejero frecuente víctima de las barrabasadas del primero.[1]